# Толочко, Алексей Петрович
Алексей Петро́вич Толо́чко (укр. Олексі́й Петро́вич Толо́чко; род. 7 июня 1963, Киев) — советский и украинский историк-медиевист, доктор исторических наук, член-корреспондент Национальной академии наук Украины, преподавал в Украинском научном институте при Гарвардском университете (США), стажировался в парижском Доме наук. Один из видных учёных ревизионистского направления по источниковедению и истории Древней Руси.

## Биография
Родился 7 июня 1963 года в Киеве. Отец — историк Пётр Толочко (1938—2024), мать — искусствовед Татьяна Кара-Васильева (род. 1941).
Окончил киевскую среднюю школу № 155 (1980) и исторический факультет Киевского государственного университета им. Т. Шевченко (1985).
Специализация — история, историография, общественное мнение.
С августа 1985 по октябрь 1987 года — стажёр-исследователь, с октября 1987 по январь 1991 года — младший научный сотрудник, с января по сентябрь 1991 года — научный работник Института истории АН УССР. 26 мая 1989 года там же защитил кандидатскую диссертацию «Структура княжеской власти в Южной Руси в середине IX — середине XII вв.» (научный руководитель Н. Ф. Котляр; официальные оппоненты А. Г. Кузьмин и О. М. Рапов).
С сентября 1991 по февраль 1996 года — заведующий отделом, с февраля 1996 по январь 1997 года — докторант Института археографии НАН Украины. С января 1997 года — старший научный сотрудник Института истории НАН Украины. 25 ноября 2005 года защитил докторскую диссертацию «„Історія Російська“ Василя Татіщева: джерела та повідомлення» (научный консультант Н. Ф. Котляр; официальные оппоненты И. Н. Данилевский, Я. Д. Исаевич, Б. Н. Флоря). В январе 2009 года избран членом-корреспондентом НАН Украины.
Преподавал средневековую историю Украины в Киево-Могилянской академии и в Украинском научном институте Гарвардского университета (США).
Член Общества исследователей Центрально-Восточной Европы. Некоторое время был ответственным редактором журнала «Критика».

## Научная деятельность
В 2005 году издал объёмную монографию, посвящённую историческому труду Василия Татищева «История Российская». В ней отвергается достоверность всех без исключения «татищевских известий», не имеющих соответствия в летописях, дошедших до наших дней; указывается, что ссылки на источники у Татищева последовательно мистифицированы. С точки зрения Толочко, все реально использовавшиеся Татищевым летописи сохранились и хорошо известны современным исследователям. В научном сообществе Украины и России книга вызвала огромный интерес.
В 2009 году издал монографию, посвящённую Русской Правде, согласно которой Краткая редакция памятника, обычно датируемая XI—XII веками, является поздним текстом, составленным в Новгороде в XV веке на основе Пространной редакции в рамках описания так называемых «Ярославлих грамот» — мнимых договоров князя Ярослава Мудрого с новгородцами.
Подведя параллели к выражению «преже сих 4 лѣт» в Житии Феодосия Печерского («преже трии лѣтъ» из записей Киевского свода и Лаврентьевской летописи за вторую половину XII века), А. П. Толочко предполагает, что 4 года следует отсчитывать непосредственно от 1096 года, а не от окончания «Повести временных лет» 1110 году, высчитанного из 1114 года.
В монографии 2015 года «Очерки начальной Руси» А. П. Толочко описывает историю Древней Руси без опоры на «Повесть временных лет», которую он считает недостоверным источником, и предлагает полностью отбросить традиционную концепцию летописных сводов, разработанную А. А. Шахматовым.

## Отзывы и критика
А. В. Назаренко в своей рецензии на книгу А. П. Толочко «Князь в Древней Руси: власть, собственность, идеология» (1992), приветствуя его попытку рассмотреть такую тему, как политическая идеология Древней Руси, писал, что в целом в его работе доминирует ощущение «неоправданной и непонятной беглости, торопливости, эскизности». Также, по мнению Назаренко, автор игнорирует многие источники, имеющие непосредственное отношение к рассматриваемой им теме, и проявляет немотивированную избирательность при учёте мнений других учёных, ранее работавших в этой области. Рецензент также писал об отсутствии объективности. Книга, по мнению Назаренко, полна «упущениями, умолчаниями, недомолвками». Он по сути «замкнулся» на вопросе исключительно Киева и князя в самом Киеве. За редким исключением, книга является тематическим комментарием к Киевской летописи XII века, а такой подход, по мнению Назаренко, не «допустим вообще», тем более в медиевистике, где «работать приходиться зачастую с крохами и где каждый источник на вес золота». Подытоживая обзор книги, Назаренко констатировал, что «к глубокому прискорбию приходится констатировать, что новое слово в истории политической власти на Руси не прозвучало».
Рядом историков остро была воспринята книга А. П. Толочко «„История российская“ Василия Татищева: источники и известия». Так, С. Н. Азбелев писал, что, по его мнению, «пренебрежение элементарными правилами ссылок на источники проявляется на всём пространстве его сочинения», включая ссылки и на его (Азбелева) работы, а также утверждал, что А. П. Толочко были проигнорированы наиболее важные для данной темы работы других исследователей. Те источники, которые противоречат его позиции, он вскользь упоминал как «якобы не имеющие значения». В целом же Азбелев определяет книгу как «сплав ёрничества, безответственности и талантливо маскируемого полуневежества». Также он видит в рецензируемой им книге демонстрацию несовместимости «образа мыслей Толочко с этическими принципами, общепринятыми в среде серьёзных исследователей».
А. В. Майоров, активно привлекающий сведения Татищева в своих исследованиях, относительно рассуждений А. П. Толочко об историко-географических представлениях Татищева утверждал, что «автор отвергает не только Татищева, но и всю последующую академическую науку, включая и современную историческую географию», не приводя при этом ни одного факта, почерпнутого из какого-нибудь источника.
Другой частью историков работа была оценена положительно. П. С. Стефанович считает, что «свободный, несколько ироничный стиль» не мешает автору «оставаться на высоком научном уровне обсуждения проблемы». Наиболее сильным местом в исследовании, по его мнению, является то, что автору удалось показать конкретные приёмы и методы работы Татищева и в конечном итоге объяснить, как именно и зачем он дополнял летописные данные. Большинство конкретных источниковедческих наблюдений также рассматриваются как убедительные. В то же время как сторонники, так и критики книги сошлись во мнении, что итоговый вывод о полной фиктивности абсолютно всех «татищевских известий» выглядит излишне категоричным. Поскольку остаётся ещё немало известий, которые в работе не рассматривались, а среди источников Татищева помимо русских имелись западноевропейские и польские материалы, которые пока совершенно не изучены.
По мнению Р. К. Ковалёва, монография А. П. Толочко «Киевская Русь и Малороссия в XIX веке» (2012) может быть полезна в свете тяжёлого периода, который пережила Украина в 2014 году, для определения её национальной идентичности, а также характера политической, экономической, культурной и социальной ориентации по отношению к своим соседям и всему остальному миру, так как, по мнению Ковалёва, А. П. Толочко в ней даёт ответы на некоторые из этих весьма сложных вопросов, и как правило, делает это довольно «мастерски и убедительно». Также Ковалёв считает, что эта монография очень хорошо продумана, задокументирована и построена, хотя и не является компромиссным экскурсом в историографию Украины, так как А. П. Толочко в своих исследованиях выходит далеко за рамки этого вопроса.
Книга «Очерки начальной Руси» также вызвала заинтересованные отклики, и ко многим её выводам были высказаны критические замечания. Ю. Михайлова полагает, что А. П. Толочко в попытке развенчать заблуждения в устоявшейся историографии Древней Руси, основанной на «Повести временных лет» как надёжного источника, а также на схеме истории русского летописания, предложенной историографом А. А. Шахматовым, — может заменить старые мифы новыми. Критикуя «националистические и устаревшие взгляды», А. П. Толочко предлагает новую интерпретацию возникновения русов, ограничивая в этом процессе роль коренного населения исключительно предоставлением рабов скандинавам и отрицая значение в развитии региона торговлей мехом, воском, мёдом и другими товарами. Среди прочего, Михайлова пишет об имеющейся, по её мнению, бесцеремонности трактовки используемых А. П. Толочко источников. Так, к примеру, автор книги критикует «диковинную идею» историков С. Франклина и Д. Шепарда о том, что раскопки в Старой Ладоге указывают на существование там «могущественного государства», тогда как данные авторы таких утверждений никогда не делали. В. Г. Вовина называет книгу «критической атакой на предшествующую историографию», упрекая автора в утрировании и замалчивании работ, в которых выдвинутые автором идеи, уже рассматривались другими историками. Она считает, что А. П. Толочко неверно и несправедливо обвиняет историков и филологов в пассивном восприятии ими схемы истории летописания XIV—XVI веков, построенной А. А. Шахматовым, так как реконструкция древнейших летописных сводов уже давно подвергается тщательному разбору и уже во второй половине XX века «произошёл отказ от большинства начальных звеньев шахматовской схемы». При этом, по мнению Вовиной, А. П. Толочко настолько увлёкся их критикой, что фактически создал себе вымышленного оппонента, который слепо использует выводы Шахматова, не вдумываясь в аргументацию. Тем не менее, она характеризует работу как «весьма интересное явление, показывающее, что скептическое направление, возникшее в самом начале исследования древнейших русских летописей, продолжает существовать, и к нему нужно относиться серьёзно». Такой подход полезен, «поскольку обнаруживает слабые места других концепций». По мнению А. С. Щавелева, совершенно неубедительными являются построения Толочко, в которых он вслед за некоторыми другими современными исследователями отрицает существование восточнославянских племён. Каких-либо серьёзных аргументов, что их «сконструировал» летописец, не приведено, а имеющиеся источники проанализированы поверхностно.
А. В. Жуковская анализирует историографическую ситуацию, сложившуюся вокруг изучения Русской Правды после выхода в 2009 года монографии А. П. Толочко «Краткая редакция Правды руской: происхождение текста», в которой Толочко развивает мнение о вторичности Краткой редакции по сравнению с Пространной, высказывавшееся в первой половине XX века некоторыми видными лингвистами и историками, но позже отвергнутое советской наукой. Сочетая различные методы источниковедения, Толочко доказывал, что Краткая Правда является не юридическим документом XI века, а фрагментом новгородского летописания в начала XV столетия. В статье Жуковской показано, что отклики специалистов на книгу Толочко сводятся к немногочисленным коротким журнальным публикациям, в каждой из которых подвергаются критике один или два отдельно взятых аргумента автора, но не предпринимается систематического рассмотрения предложенной целостной теории возникновения памятника. Учитывая важный источниковедческий характер Русской Правды для истории Древней Руси, Жуковская приходит к выводу о целесообразности более системного анализа гипотезы Толочко сообществом специалистов по древней истории Руси. Аналогичные наблюдения были сделаны А. С. Ищенко, который пришел к выводу об убедительности основных аргументов А. П. Толочко в пользу вторичности Краткой Правды и необходимости пересмотра традиционной схемы взаимоотношения разных редакций Русской Правды .

## Труды
монографии
- Толочко А. П. Князь в Древней Руси : власть, собственность, идеология / Академия наук Украины, Институт истории Украины, Институт украинской археографии ; отв. ред. Н. Ф. Котляр. — Киев : Наукова думка, 1992. — 224 с. — ISBN 5-12-003020-3.
- Толочко А. П. «История российская» Василия Татищева : источники и известия. — М. : Новое литературное обозрение ; К. : Критика, 2005. — 544 с. — ISBN 5-86793-346-6.
- Толочко А. П. Киевская Русь и Малороссия в XIX веке. — Киев : Laurus, 2012. — 256 с. — (Золотые ворота). — ISBN 978-966-2449-41-9.
  - Переизд.:Толочко А. П. Киевская Русь и Малороссия в XIX веке. — Киев : Laurus, 2021. — 256 с. — (Золотые ворота). — ISBN 978-617-7313-56-3.
- Толочко А. П. Очерки начальной Руси. — Киев : Laurus, 2015. — 326 с. — ISBN 978-966-2449-68-6.
  - Переизд.: Толочко А. П. Очерки начальной Руси. — 2-е изд. — Киев : Laurus, 2018. — 333 с. — ISBN 978-966-2449-99-0.

основные статьи
- Котляр М. Ф., Толочко О. П. Чи існувала «балтійська цивілізація» раннього середньовіччя? / Славяне и скандинавы. — М. : Прогресс, 1986. — 411 с. // Український історичний журнал. — Київ, «Наукова думка», 1987. — № 10. — С. 148—152.
- З приводу скальдичних традицій у творчості Віщого Бояна // Український історичний журнал. — Київ, «Наукова думка», 1987. — № 8. — С. 121—125. (укр.)
- З історії політичної думки Русі ХІ-ХІІ ст. // Український історичний журнал. — Київ, «Наукова думка», 1988. — № 9. — С. 70—77.
- Наукова конференція «Давня Русь і християнство». [ м. Київ ] // Український історичний журнал. — Київ, «Наукова думка», 1988. — № 7. — С. 157—158.
- Петро-Акерович — Гаданий митрополит всея Руси // Український історичний журнал. — Київ, «Наукова думка», 1990. — № 6. — С. 45—54. (укр.)
- "Русь"очима «України»: в пошуках самоідентифікації та континуїтету // Сучасність. — 1994. — N 1. — С. 111—117. (укр.)
- «Проща до святих місць» у російській культурі та політиці Х1Х століття // Сучасність. — 1994. — N 9. — С. 106—114. (укр.)
- «Roman Mstyslavic’s Constitutional Project of 1203: Authentic Document or Falsification?» Harvard Ukrainian Studies Journal 18 (3/4) December 1994: 249—274. (укр.)
- Конституційний проект Романа Мстиславича 1203 р.: спроба джерелознавчого дослідження // Український історичний журнал. — 1995. — N 6. — С. 22—37. (укр.)
- Толочко О. П. Симонов Р. А., Турилов А. А., Чернецов А. В. Древнерусская книжность (естественнонаучные и сокровенные знания в России XVI в., связанные с Иваном Рыковым). — М.: Изд-во МГАП, 1994. — 168 с.: ил. // Український історичний журнал. — Київ, «Наукова думка», 1997. — № 1. — С. 128—129.
- Про місце смерті Рюрика Ростиславича // Український історичний журнал. — 1997. — N 5. — С. 136—144. (укр.)
- «Київська Русь» (К., в-во «Альтернатива», 1998).
- Воображенная народность: (Етнічні процеси у середньовічному слов’янському світі: матеріали «круглого столу») // Український історичний журнал. — 2001. — N 3. — С. 29—34. (укр.)
- Принимал ли Роман Мстиславич посольство папы Иннокентия III // RUTHENICA. — Київ: Інститут історії України НАН України, 2003. — № 2. — С. 195—204.
- Верстюк В. Ф., Горобець В. М., Толочко О. П. Україна і Росія в історичній ретроспективі. Т. 1. Українські проекти в Російській імперії. / Інститут історії України НАН України. — К.: Наук. думка, 2004. — 504 с. — ISBN 966-00-0330-7. (укр.)
- Верстюк В. Ф., Горбець В. М., Толочко О. П. «Києво-руська спадщина в історичній думці України початку ХІХ ст.» (недоступная ссылка) // Українські проекти в Російській Імперії. — Київ, 2004. — С. 250—331.
- Пририсовки зверей к миниатюрам Радзивиловской летописи и проблема происхождения рукописи // RUTHENICA. — Київ: Інститут історії України НАН України, 2005. — № 4. — С. 62—84.
- Одна заимствованная формула в Галицко-Волынской летописи // RUTHENICA. — Київ: Інститут історії України НАН України, 2006. — № 5. — С. 256—257.
- О галицком боярине Жирославе, его венце и убожестве // RUTHENICA. — Київ: Інститут історії України НАН України, 2006. — № 5. — С. 252—255.
- О заглавии Повести временных лет // RUTHENICA. — Київ: Інститут історії України НАН України, 2006. — № 5. — С. 248—251.
- О времени создания Киевского свода «1200 г.» // RUTHENICA. — Київ: Інститут історії України НАН України, 2006. — № 5. — С. 73—87.
- О новгородской «гривне серебра» // RUTHENICA. — Київ: Інститут історії України НАН України, 2007. — № 6. — С. 359.
- Известен ли год рождения Даниила Романовича Галицкого? // Средневековая Русь. М.: Индрик, 2007 — вып. 7. — С. 221—236
- Два кириллических граффити Константинопольской Софии // RUTHENICA. — Київ: Інститут історії України НАН України, 2008. — № 7. — С. 209.
- Галицкие приточники // RUTHENICA. — Київ: Інститут історії України НАН України, 2008. — № 7. — С. 201.
- Тмутороканский болван // RUTHENICA. — Київ: Інститут історії України НАН України, 2008. — № 7. — С. 193.
- Перечитывая приписку Сильвестра 1116 г. // RUTHENICA. — Київ: Інститут історії України НАН України, 2008. — № 7. — С. 154.
- Краткая редакция Правды Руской: происхождение текста. — Київ: Інститут історії України HAH України, 2009. — (Ruthenica. Supplementum 2).
- Пропавшая грамота // Ruthenica. — Т. 12. — 2014. — C. 157—168.